# Stancill with Wellingley and Wilseck

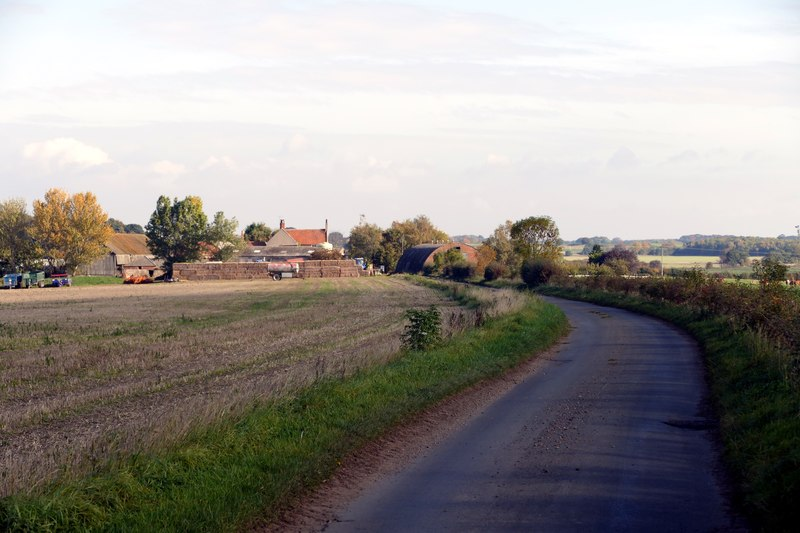
Stancil

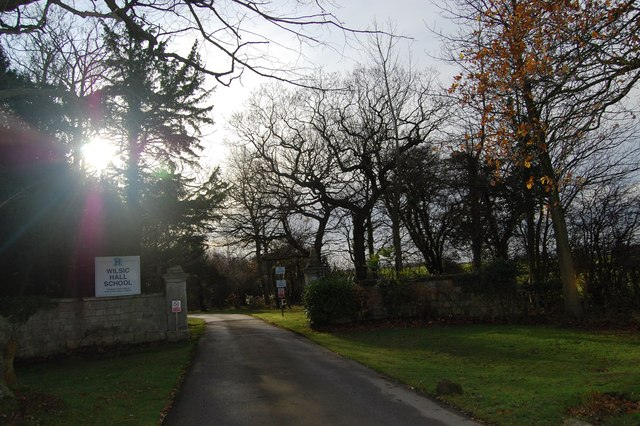
Wilsic

Stancill with Wellingley and Wilseck var en civil parish från 1866 till 1886 då den blev en del av Wadworth och Stainton, i grevskapet West Riding of Yorkshire (nu South Yorkshire), i England. Denna civil parish var belägen 7 km från Doncaster och hade 72 invånare år 1881.